# José Martí
José Julián Martí Pérez (n. 28 ianuarie 1853 - d. 19 mai 1895) a fost un om politic, militant și scriitor cubanez.
Este considerat un erou național și a jucat un rol important în literatura Americii Latine.
Ca om politic, a fost unul dintre fondatorii Partidului revoluționar cubanez și unul dintre organizatorii și conducătorii revoluției antispaniole.
Ca scriitor, a fost precursor al modernismului.
A reînviorat poezia și proza, înlăturând rigiditățile neoclasice și artificiile romantice, pe care le-a înlocuit prin simțirea vie spontană, cu o mai mare libertate ritmică și expresie metaforică novatoare.
Lirica sa este subsumată glorificării personalității umane și a frumuseții universului, străbătută de accente fraterne și simbolice.
A mai scris și eseuri, discursuri, scrisori.
A condus publicațiile: El diablo, Cojuelo și Patria libre.

## Scrieri
- 1869: Abdala;
- 1875: Amor con amor se paga ("Iubirea cu iubire se plătește");
- 1878/1882: Versos libres ("Versuri libere");
- 1882: Ismaelillo;
- 1891: Versos sencillos ("Versuril simple");
- 1911: Amistad funesta ("Prietenie funestă").